# Conexión (álbum de Fonseca)
Conexión (estilizado como +Conexión) es el quinto álbum de estudio del cantante colombiano Fonseca, publicado por la compañía discográfica Sony Music.
El álbum se caracteriza por la variedad de ritmos entre la balada, el mariachi, el pop y el reguetón, fusionados al estilo folclórico de Fonseca. Se desprenden del mismo, algunos sencillos como: «Ya no me faltas», «Entre mi vida y la tuya» y «Vine a buscarte». Esta última canción fue ganadora del Grammy como Mejor canción tropical.
En este álbum, están incluidas las participaciones de Juanes, Alexis & Fido, Victor Manuelle e India Martinez.

## Lista de canciones
| N.º | Título                                | Duración |  |
| 1.  | «Entre mi vida y la tuya»             | 2:56     |  |
| 2.  | «Cómo te puedo entender»              | 4:22     |  |
| 3.  | «Regresa conmigo»                     | 3:44     |  |
| 4.  | «Quererse cuando nadie habla de amor» | 3:26     |  |
| 5.  | «Vine a buscarte»                     | 4:10     |  |
| 6.  | «Y tú» (con Juanes)                   | 3:58     |  |
| 7.  | «Ya no me faltas»                     | 2:43     |  |
| 8.  | «Amor eterno» (con Victor Manuelle)   | 3:44     |  |
| 9.  | «Pinta mi corazón»                    | 3:11     |  |
| 10. | «Conexión»                            | 3:49     |  |
| 11. | «Ojos de luz»                         | 3:49     |  |
| 12. | «Puede ser»                           | 3:53     |  |
| 13. | «Sorprenderte»                        | 2:57     |  |

### Ediciones especiales
| N.º | Título                                       | Duración |  |
| 1.  | «Vine a buscarte» (con Alexis & Fido)        | 3:10     |  |
| 2.  | «Entre mi vida la tuya» (con India Martínez) | 2:57     |  |